# 에이뮤직
에이뮤직은 Paciwood Music & Entertainment Co. LTD 의 여명과 동아창편 (Eastasia Music Holdings 이하 동아창편)의 임건악이 2004년 7월 28일 공동으로 설립하고 여명이 총책임자로 있는 음반회사이다. 음반회사의 정식명칭은 East Asia Record Production으로 불리지만, 음악 레이블로는 에이뮤직 (Amusic, 이하 에이뮤직) 로고를 사용하고 편의 상 부른다.
한 때 에이뮤직은 임건악이 회장으로 있는 Lai Sun Group의 음악파트의 자회사였지만, 2015년 5월에 Lai Sun Group이 Mediaasia Music (미디어아시아뮤직)을 설립하면서 에이뮤직과 계열분리를 하였다. 현재는 에이뮤직 자체에서 정규앨범과 디지털 싱글음원을 발매한다.

## 회사연혁
- 2004년 7월 회사창립 및 Leon Dawn 앨범 발표회 개최
- 2005년 4월 위란 데뷔앨범 발표 및 미니 콘서트 개최
- 2005년 10월 광량, 허여운 영입
- 2005년 10월 크레이지 콘서트 개최 및 에이뮤직 컴필레이션 앨범 발표
- 2005년 10월 여명 One Story 앨범 발표회 개최
- 2005년 12월 위란 My Love 앨범 발표회 개최
- 2006년 12월 양천화 정식으로 영입
- 2009년 1월 회사 재정난으로 인해 다음과 같은 주소로 이전

(1 Surrey Lane, Kowloon Tong, Kowloon, Hong Kong --> Room 801B-802, 8/F, Tower A, Manulife Financial Centre, 223 Wai Yip Street Kwun Tong, Kowloon, Hong Kong)
- 2009년 5월 이치정 정식으로 영입
- 2010년 3월 JW 정식으로 영입
- 2010년 5월 양천화 화성창편으로 이적
- 2010년 5월 두문택 EEG Emperor Group으로 이적
- 2010년 5월 광량 Star Universe Music(대만은 XY Music)으로 이적
- 2011년 1월 허여운 Asia Amusement로 이적
- 2011년 10월 진소춘 정식으로 영입
- 2014년 4월 문영산 자체 기획사로 독립 후 이적
- 2014년 6월 진소춘 에이뮤직 계약 만료
- 2016년 1월 응창우, 왕가혜, 권보영 에이뮤직 계약 만료
- 2016년 4월 JW 써니 아이디어 뮤직으로 이적
- 2016년 6월 재니스 비달 (Janice Vidal) 워너뮤직으로 이적
- 2016년 6월 JC (진영동, Jenifer Chan) 영입
- 2016년 8월 이치정 에이뮤직 계약 만료
- 2017년 6월 BOBO (송파도) 영입

## 소속연예인
| 여자연예인    | 여자연예인 |
| ------------- | ---------- |
| 진영동（JC）  |            |
| 남자연예인    |            |
| 송파도 (BoBo) |            |

## 이적하거나 계약만료된 연예인
| 여자연예인                        | 여자연예인                   | 여자연예인                         | 여자연예인 |
| --------------------------------- | ---------------------------- | ---------------------------------- | ---------- |
| 양천화 （화성창편으로 이적）      | 질 비달 （워너뮤직으로 이적) | 문영산 （태양오락문화로 이적）     |            |
| 재니스 비달 （워너뮤직으로 이적） | 왕가혜                       | JW （써니 아이디어 뮤직으로 이적） |            |
| 남자연예인                        |                              |                                    |            |
| 두문택 （영황뮤직으로 이적）      | 광량 （XY Music 설립）       | 진소춘 （동아창편으로 이적）       |            |
| 응창우                            | 이치정                       |                                    |            |

## Paciwood Music & Entertainment Co. LTD
- 1991년 11월 15일에 여명과 그의 부친에 의해 창립이 되었다.
- 1991년부터 여명과 이가흔이 소속이 되어 그들의 매니지먼트 업무를 담당하였다.
- 2004년부터 임건악의 Esun Holdings Company의 투자로 인해 독립된 자회사 Amusic이 설립되어 Paciwood가 흡수된다.
- 에이뮤직의 소속연예인과 Paciwood Music & Entertainment Co. LTD 의 소속연예인은 같다.
- 에이뮤직에서는 탈퇴했지만, Paciwood Music & Entertainment Co. LTD에서는 위란 의 쌍둥이 동생인 질 비달(Jill Vidal)이 소속되어 있다.
- 2012년 7월에 질 비달(Jill Vidal)이 홍콩영화 A Dream Team의 주제곡인 <별과 달의 기도>를 불렀다.
- 2012년 12월에 질 비달(Jill Vidal)과 Paciwood의 계약이 종료되었다.
- 2015년 Lai Sun Group부터 독립함으로 Paciwood와 자회사가 되었다.

## RAK LOOP
RAK LOOP는 홍콩에서 樂 LOOP라고 부르며, 에이뮤직 소속가수의 새로운 소식이나 소속가수들의 신곡과 뮤직비디오들을 듣고 볼 수 있는 앱이다. 현재 안드로이드용과 아이폰용으로 출시되어 있으며, 안드로이드용은 플레이 스토어에서 아이폰용은 애플 앱스토어에서 내려받는 것이 가능하다. RAK LOOP를 실행시킨 후 동영상을 보거나 스트리밍으로 음악을 들으면, Loopie가 적립이 되는데, 그걸 모아서 에이뮤직 소속가수의 월페이퍼, 배경화면, 음악과 동영상들을 내려받을 수 있다. RAK LOOP는 영어와 중국어 간체와 번체를 지원한다.